# سیارک ۷۶۳۴
سیارک ۷۶۳۴ (به انگلیسی: 7634 Shizutani-Kou، نامگذاری:1982VO3) هفت هزار و ششصد و سی و چهارمین سیارک کشف شده‌است که در ۱۴ نوامبر ۱۹۸۲ کشف شد.
قدر مطلق سیارک برابر ۱۳٫۵۰ است.